# Зебринка іржаста
Зебри́нка іржаста (Euryptila subcinnamomea) — вид горобцеподібних птахів родини тамікових (Cisticolidae). Мешкає в Намібії і ПАР. Це єдиний представник монотипового роду Іржаста зебринка (Euryptila).

## Поширення і екологія
Іржасті зебринки живуть в сухих чагарникових заростях Намібії і Південно-Африканської Республіки.